# Comtat de DuPage
El comtat de DuPage (en anglès: DuPage County), fundat el 1859, és un dels 102 comtats de l'estat nord-americà d'Illinois. L'any 2008, el comtat tenia 930.528 habitants i una densitat poblacional de 18 persones per km². La seu del comtat és Wheaton. El comtat rep el seu nom en honor del riu DuPage. El comtat forma part de l'àrea metropolitana de Chicago.

## Geografia
Segons l'Oficina del Cens dels Estats Units, el comtat té una àrea total de 873 km², de la qual 865 km² és terra i 8 km² (0.88%) és aigua.

### Comtats adjacents
- Comtat de Cook (nord i est)
- Comtat de Will (sud)
- Comtat de Kendall (sud-oest)
- Comtat de Kane (oest)